# Платонов, Михаил Михайлович (сценограф)
Михаи́л Миха́йлович Плато́нов (21 декабря 1950, Ленинград) — советский и российский театральный художник. Многолетний художник-конструктор Александринского театра.

## Биография
Родился, вырос и всю жизнь прожил в Ленинграде (Петербурге), сын скульптора. После окончания школы был рабочим в Эрмитаже, затем отслужил в армии.
Учился на постановочном факультете Ленинградского государственного института театра, музыки и кинематографии у В. В. Базанова (окончил в 1978 году). С 1978 года работает в Александринском театре театр (стремясь работать с М. Ф. Китаевым — тогда художником-постановщиком театра), однако сотрудничает и с другими театрами страны. Специалист по изготовлению макетов театральных декораций, также выступает в качестве сценографа и художника-постановщика.
С 1982 года с перерывом преподаёт на постановочном факультете РГИСИ (СПбГАТИ) сценографическую композицию.
Участник выставок в качестве театрального художника и графика.

## Награды
- Премия «За художественный поиск» фестиваля «Сибирский транзит»-2003 (совместно с А. Праудиным и М. Китаевым за постановку «Женитьбы» в Пятом театре (Омск))[6]
- «Золотой софит»-2006 в номинации «Лучшая работа художника» (совместно с М. Китаевым за сценографию спектакля «Три сестры» в Молодёжном театре на Фонтанке)[7]
- Приз в Общепольском Конкурсе постановок классической европейской литературы (Teatralna Inscenizacje Dawnych Dziel Literatury Europejskiej) (за сценографию к «Борису Годунову» А. Могучего в варшавском Театре Драматычны (Teatr Dramatyczny), 2008)